# Andrew Duggan
Pour les articles homonymes, voir Duggan.

Andrew Duggan est un acteur américain né le 28 décembre 1923 à Franklin, Indiana (États-Unis), mort le 15 mai 1988 à Westwood (Californie).

## Filmographie
- 1956 : Rapaces (Patterns) de Fielder Cook : Mr. Jameson
- 1956 : Je ne suis pas un espion (Three Brave Men) : Rev. Browning
- 1957 : The Saga of Andy Burnett (TV) : Joe Kelly
- 1957 : Domino Kid : Wade Harrington
- 1957 : Le vengeur agit au crépuscule (Decision at Sundown), de Budd Boetticher : Sheriff Swede Hansen
- 1958 : Return to Warbow : Murray Fallam
- 1958 : Bravados (The Bravados) : le prêtre
- 1959 : Le Courrier de l'or (Westbound) : Clay Putnam (Palace Hotel owner)
- 1962 : The Commies Are Coming, the Commies Are Coming : Judge
- 1962 : Cette sacrée famille (en) ("Room for One More") (série télévisée) : George Rose
- 1962 : Les Maraudeurs attaquent (Merrill's Marauders) de Samuel Fuller : Capt. Abraham Lewis Kolodny, MD
- 1962 : House of Women : Warden Frank Cole
- 1962 : Les Liaisons coupables (The Chapman Report) : Dr George C. Chapman
- 1963 : FBI Code 98 (en) de Leslie H. Martinson : Alan W. Nichols
- 1963 : Patrouilleur 109 (PT 109) de Leslie H. Martinson : Narrator
- 1963 : Palm Springs Weekend de Norman Taurog : Police Chief Dixon
- 1964 : The Incredible Mr. Limpet : Harlock
- 1964 : Sept jours en mai (Seven Days in May) : Col. William 'Mutt' Henderson
- 1964 : Nightmare in Chicago (TV)
- 1965 : The Glory Guys : Gen. Frederick McCabe
- 1967 : F comme Flint (In Like Flint) de Gordon Douglas : President Trent
- 1968 : Évasion sur commande (The Secret War of Harry Frigg) : Gen. Newton Armstrong
- 1968 : Les envahisseurs(série télévisée ep 08 : 2/28/67) : Gen Théodore Beaumont
- 1968 : Hawaii Five-O: Cocoon (TV) : Miller
- 1968 : Ranch L ("Lancer") (série télévisée) : Murdoch Lancer
- 1971 : The Forgotten Man (TV) : William Forrest
- 1971 : Skin Game de Paul Bogart et Gordon Douglas : Howard Calloway (plantation owner)
- 1971 : Two on a Bench (TV) : Brubaker
- 1971 : Neighbors (TV)
- 1971 : The Homecoming: A Christmas Story (TV) : John Walton
- 1972 : Jigsaw (TV) : Harrison Delando
- 1972 : Bone : Bill
- 1972 : Les Rues de San Francisco (TV) : Capt. A.R. Malone
- 1973 : Firehouse (TV) : Capt. Jim Parr
- 1973 : Black Caesar, le parrain de Harlem (Black Caesar) de Larry Cohen : Man at Shoeshine
- 1973 : Pueblo (TV) : Congressman
- 1974 : The Last Angry Man (TV) : Dr McCabe
- 1974 : Mes amis les ours (The Bears and I) : Commissioner Gaines
- 1974 : Le monstre est vivant (It's Alive) : The Professor
- 1974 : Panic on the 5:22 (TV) : Harlan Jack Garner
- 1974 : The Missiles of October (TV) : Gen. Maxwell Taylor, Army Chief of Staff
- 1975 : The Footloose Goose (TV) : Narrator (voix)
- 1975 : Attack on Terror: The FBI vs. the Ku Klux Klan (TV) : Insp. Ryder
- 1976 : Collision Course: Truman vs. MacArthur (TV) : Gen. Courtney 'Court' Whitney
- 1976 : Le Riche et le Pauvre ("Rich Man, Poor Man") (feuilleton TV) : Col. Deiner
- 1976 : Once an Eagle (feuilleton TV) : Gen. McKelvey
- 1977 : Polavision : le narrateur (voix)
- 1977 : Tail Gunner Joe de Jud Taylor (téléfilm) : Dwight Eisenhower
- 1977 : Ombres sur le stade (The Deadliest Season) (TV) : Al Miller
- 1977 : Pine Canyon Is Burning (TV) : Capt. Ed Wilson
- 1977 : The Hunted Lady (TV) : Capt. John Shannon
- 1977 : The Private Files of J. Edgar Hoover de Larry Cohen : Lyndon B. Johnson
- 1978 : Les monstres sont toujours vivants (It Lives Again) : Dr Perry
- 1978 : Overboard (TV) : Dugan
- 1978 : The Time Machine (en) (TV) : Bean Worthington
- 1978 : Du feu dans le ciel (A Fire in the Sky) (TV) : President
- 1979 : The Incredible Journey of Doctor Meg Laurel (en) (TV) : Judge Adamson
- 1979 : Backstairs at the White House (feuilleton TV) : President Dwight D. Eisenhower
- 1980 : One Last Ride (feuilleton TV)
- 1980 : Attica (TV)
- 1980 : The Long Days of Summer (TV) : Sam Wiggins
- 1980 : M Station: Hawaii (TV) : Andrew McClelland
- 1981 : Frankenstein Island : The Colonel
- 1981 : See China and Die (TV) : Edwin Forbes
- 1983 : Le Souffle de la guerre ("The Winds of War") (feuilleton TV) : Adm. Husband E. Kimmel
- 1983 : Doctor Detroit : Harmon Rausehorn
- 1985 : Saison 1 des Routes du paradis: Épisode 22 : Les Bons Sentiments: dans le rôle de Crawford
- 1987 : J. Edgar Hoover (TV) : Dwight D. Eisenhower
- 1987 : Les Enfants de Salem (A Return to Salem's Lot) : Judge Axel